# 布莱塞维茨
布莱塞维茨（德語：Blesewitz）是德国梅克伦堡-前波美拉尼亚州的市镇，隶属于前波美拉尼亚-格赖夫斯瓦尔德县。总面积为12.65平方千米，截至2023年12月31日总人口为240人。